# Comment survivre à sa mère
Pour plus de détails, voir Fiche technique et Distribution.
Comment survivre à sa mère (Surviving My Mother) est un film québécois réalisé par Émile Gaudreault, sorti en 2007 au Canada.

## Synopsis
Clara a mis sa vie entre parenthèses afin de s'occuper de sa mère acariâtre qui vit ses derniers jours. Lorsque cette dernière, avant de mourir, lui avoue qu'elle regrette de ne pas l'avoir réellement connue, Clara, hantée par cette révélation, tente de se rapprocher de sa fille, d'une vingtaine d'années, Bianca, qui multiplie les aventures avec des hommes rencontrés sur Internet.

## Fiche technique
Sources : IMDb et Films du Québec
- Titre original : Surviving My Mother
- Titre français : Comment survivre à sa mère
- Réalisation : Émile Gaudreault
- Scénario : Steve Galluccio
- Musique : FM Le Sieur
- Conception visuelle : Patricia Christie
- Costumes : Ginette Magny
- Maquillage : Natalie Trépanier
- Coiffure : Linda Bourgon
- Photographie : Pierre Mignot
- Son : Claude La Haye (en), Marie-Claude Gagné, Bernard Gariépy Strobl
- Montage : Debra Karen (en)
- Production : Denise Robert, Daniel Louis
- Société de production : Cinémaginaire
- Société de distribution : Alliance Atlantis Vivafilm
- Pays de production :  Canada
- Tournage : Montréal dont l'Église Saint John the Evangelist, Laval
- Langue originale : anglais
- Format : couleur — 1,85:1
- Genre :  comédie dramatique
- Durée : 89 minutes
- Dates de sortie :
  - Canada : 
    - 28 août 2007 (première au Festival des films du monde de Montréal)[2]
    - 2 novembre 2007 (sortie en salle au Québec)
    - 18 février 2008 (DVD)
- Classification :
  - Québec : 13 ans et plus[3]

## Distribution
Légende : VQ = Version québécoise
- Caroline Dhavernas (VQ : elle-même) : Bianca Matheson
- Ellen David (VQ : Johanne Léveillé) : Clara, la mère de BIanca
- Adam J. Harrington (en) (VQ : Antoine Durand) : Michael
- Véronique Le Flaguais (VQ : elle-même) : Isabella, la mère de Clara
- Colin Mochrie (VQ : Sébastien Dhavernas) : Richard « Rick », le père de BIanca
- Louison Danis (VQ : Claudine Chatel) : Ginetta
- Christian Bégin : Pierre
- Frank Schorpion : Johnny Palumbo
- Suzanna Lenir : Vanessa Palumbo
- Jessica Malka : Mia Palumbo
- Danièle Lorain : la docteure
- Laurent Allaire : Khalid
- Matt Holland : Martin, l'infirmier
- Stéphane Demers : client du café étudiant
- Sylvie Potvin : paroissienne

## Box-office
- Québec : 167 871 $[5]